# Comboi PQ 17
El comboi PQ 17 va ser un comboi àrtic aliat durant la Segona Guerra Mundial. El 27 de juny de 1942, els vaixells van salpar de Hvalfjörður, Islàndia, cap al port d'Arkhangelsk, a la Unió Soviètica. El comboi va ser localitzat per les forces alemanyes l'1 de juliol, seguit i atacat.
El Primer Lord del Mar, l'almirall Sir Dudley Pound, actuant sobre la informació que els vaixells alemanys, inclòs el cuirassat alemany Tirpitz, es movien per interceptar, va ordenar a la força de cobertura, basada en els cuirassats aliats HMS Duke of York i USS Washington, que s'allunyés del comboi i va dir al comboi que es dispersés. A causa de les vacil·lacions de l'Oberkommando der Wehrmacht (OKW, alt comandament de les forces armades alemanyes), l'atac del Tirpitz mai es va materialitzar. El comboi va ser la primera gran operació naval conjunta angloamericana sota comandament britànic; segons Churchill, això va fomentar un enfocament més acurat dels moviments de la flota.
A mesura que l'escorta propera i les forces de creuers de cobertura es retiraven cap a l'oest per interceptar els assaltants alemanys, els vaixells mercants van quedar sense escortes. Els carguers van ser atacats per submarins i avions de la Luftwaffe i, dels 35 vaixells, només onze van arribar al seu destí, transportant 70.000 tones llargues (71.000 tones mètriques) de càrrega. El desastre del comboi va demostrar la dificultat de passar subministraments adequats a través de l'Àrtic, especialment durant l'estiu, amb el sol de mitjanit. L'èxit alemany va ser possible gràcies a la intel·ligència de senyals alemanya i l'anàlisi criptològica.

## Fons
Durant l'operació Barbarroja, la guerra alemanya contra l'URSS, els governs britànic i estatunidenc van acordar enviar ajuda incondicional al seu aliat soviètic. La Missió Angloamericana Beaverbrook–Harriman va visitar Moscou l'octubre de 1941, acordant una sèrie de lliuraments de municions a la Unió Soviètica.  La manera més directa de transportar aquests subministraments era per mar al voltant del Cap Nord, a través de les aigües àrtiques fins als ports de Múrmansk i Arkhànguelsk. L'acord establia que el govern soviètic era responsable de rebre els subministraments en vaixells soviètics als ports britànics o americans. Com que els soviètics no tenien prou vaixells per a les quantitats d'ajuda, els vaixells britànics i americans van començar a constituir una proporció creixent del trànsit de combois. Tot i que la defensa dels combois àrtics era responsabilitat de la Royal Navy, l'almirall estatunidenc Ernest King va assignar la Task Force 39 (TF 39) –basada en el portaavions USS Wasp  i el cuirassat USS Washington – per donar suport als britànics.
El primer comboi, l'operació Dervish, va salpar del Regne Unit a l'agost de 1941, dos mesos després de l'inici de Barbarossa. A la primavera de 1942, dotze combois més havien fet el pas amb la pèrdua de només un dels 103 vaixells. L'amenaça d'atacs contra els combois va augmentar, amb els alemanys fent un esforç màxim per aturar el flux de subministraments a l'URSS. El 1941, la Kriegsmarine havia començat a concentrar la seva força a Noruega a l'hivern, per evitar una invasió britànica de Noruega i per obstruir els combois aliats cap a la Unió Soviètica. El cuirassat Tirpitz va ser traslladat a Trondheim al gener, on se li va unir el creuer pesat Admiral Scheer i al març el creuer pesat Admiral Hipper. Els cuirassats Scharnhorst, Gneisenau i el creuer pesat Prinz Eugen també van ser enviats a aigües àrtiques, però van ser víctimes dels atacs aeris aliats i van haver de tornar per a reparacions. Els alemanys tenien bases al llarg de la costa noruega, cosa que significava que, fins que no es van disposar de portaavions d'escorta, els combois aliats havien de navegar per aquestes zones sense una defensa adequada contra els atacs d'avions i submarins.

## Pla britànic
La intel·ligència naval britànica va informar al juny de l'Unternehmen Rösselsprung (Operació Moviment del Cavaller), el pla alemany d'utilitzar els seus grans vaixells per atacar el següent comboi, a l'est de l'Illa de l'Ós. Les forces alemanyes operarien a prop de la costa noruega, amb el suport de forces de reconeixement aeri i d'atac a terra, amb una pantalla de submarins als canals entre Svalbard i Noruega. Les forces de cobertura aliades estarien sense suport aeri, a 1.600 km de la seva base i amb els destructors massa curts de combustible per escortar un vaixell danyat fins al port.
L'Almirallat va emetre instruccions el 27 de juny, que permetien fer retrocedir el comboi, per escurçar temporalment la distància fins a la base aliada més propera. Els moviments de superfície alemanys es van produir més tard del previst, fent que aquestes instruccions fossin innecessàries. L'Almirallat també va declarar que la seguretat del comboi davant d'un atac de superfície a l'oest de l'Illa de l'Ós depenia de les forces de superfície aliades, mentre que a l'est l'havien de proporcionar submarins aliats. La força de cobertura de creuers del comboi no havia d'anar a l'est de l'Illa de l'Ós, tret que el comboi estigués amenaçat per la presència d'una força de superfície contra la qual la força de creuers pogués combatre, ni anar més enllà dels 25° Est sota cap circumstància.
També es va organitzar un comboi esquer per desviar les forces enemigues, format pel Primer Esquadró de Mines i quatre mines, escortats pels creuers lleugers HMS Sirius i HMS Curacoa, cinc destructors i diversos vaixells d'arrossegament. Aquesta força de diversió es va reunir a Scapa Flow durant una setmana, navegant dos dies després del comboi. El reconeixement alemany de Scapa durant el període de reunió no va notar la desviació, que tampoc va ser albirada durant el seu pas. L'operació es va repetir l'1 de juliol, de nou sense èxit. El 26 de juny, l'Almirallat va aprofitar l'oportunitat per passar el Comboi QP 13 en direcció oest, juntament amb el Comboi PQ 17. El primer estava format per vaixells mercants que tornaven d'Arkhànguelsk, amb alguns vaixells de Múrmansk. Consistia en trenta-cinc vaixells i estava escortat per cinc destructors, tres corbetes, un vaixell antiaeri, tres dragamines, dos vaixells d'arrossegament i, a la zona de l'Illa de l'Ós, un submarí. Va ser albirat per avions alemanys el 30 de juny i el 2 de juliol. El comboi QP 13 no va ser atacat, ja que la tàctica alemanya era concentrar-se en els combois en direcció est (carregats), en lloc dels combois en direcció oest amb llast.
Un reconeixement de gel fresc realitzat el 3 de juliol va descobrir que el pas al nord de l'illa de l'Ós s'havia eixamplat. L'Almirallat va suggerir que el comboi passés almenys 50 milles nàutiques (93 km) al nord. L'oficial superior de l'escorta (SOE), el comandant Jack Broome, va preferir mantenir-se amb poca visibilitat a la ruta original i avançar cap a l'est. El contraalmirall Louis Hamilton, al comandament de l'esquadró de creuers, va decidir més tard que era necessària una ruta més al nord, va ordenar al SOE que canviés de rumb, passés 70 milles nàutiques (130 km) al nord de l'illa de l'Ós i més tard obrir-se a 400 milles nàutiques (740 km) de Banak.

## Forces de cobertura

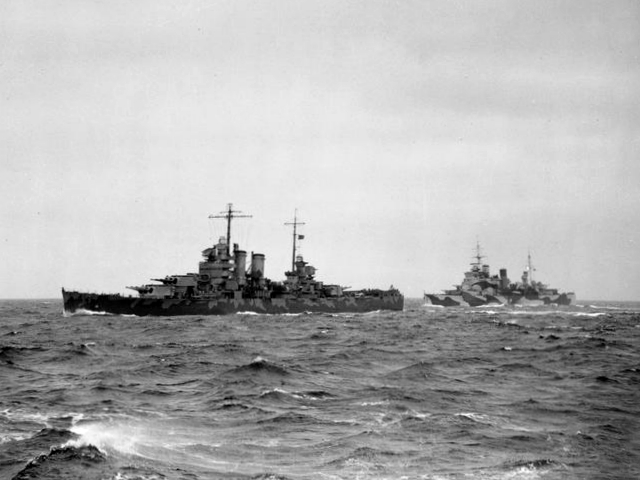
El i el, part de la força de cobertura del creuer.

L'escorta propera del comboi era el Primer Grup d'Escorta (EG1, SOE Jack Broome) i incloïa els creuers auxiliars antiaeris HMS Palomares i HMS Pozarica, els destructors HMS Keppel, Fury, Leamington, Ledbury, Offa i Wilton, les corbetes , dragamines o vaixells d'arrossegament armats HMS Lotus, Poppy, La Malouine i HMS Dianella, els dragamines de la classe Halcyon HMS Halcyon, Salamander i Britomart i els vaixells d'arrossegament antisubmarins  HMT  Lord Middleton , Lord Austin , Ayrshire i Northern Gem.  La cobertura distant provenia del 1r Esquadró de Creuers (CS1, Hamilton), format pels creuers britànics HMS London (vaixell insígnia) i Norfolk, els creuers americans USS Wichita i Tuscaloosa  i quatre destructors, dos dels quals pertanyien a la Marina dels Estats Units. Com a protecció addicional, els cuirassats de la Home Fleet navegaven a uns 370 km (200 milles nàutiques).
Una segona força de cobertura pesada, sota el comandament de l'almirall John Tovey, estava formada pel portaavions HMS Victorious, el cuirassat HMS Duke of York (vaixell insígnia), els creuers HMS Cumberland i Nigeria, el cuirassat estatunidenc USS Washington i nou destructors. A mesura que el comboi salpava, les forces de cobertura es movien cap a la seva posició. El CS1 va sortir de Seidisfjord la nit del 30 de juny a l'1 de juliol. Va arribar a una posició de cobertura al nord del comboi el 2 de juliol. Els creuers no van ser albirats pels alemanys fins a última hora del 3 de juliol. La força de cobertura pesada va ser seguida durant un curt període mentre es trobava al nord-est d'Islàndia l'1 de juliol, mentre la pantalla del creuer repostava combustible a Seidisfjord. Va ser seguida durant un curt període a primera hora del 3 de juliol, mentre es trobava en una posició de cobertura al sud del comboi.
Més tard aquell mateix dia, es va canviar el rumb cap al nord per travessar la via del comboi i arribar a una posició al nord-oest de l'Illa de l'Ós. Això situaria el Victorious dins del rang d'atac aeri del comboi el matí del 4 de juliol. Es va calcular que això passaria al mateix temps que s'esperava un atac de superfície. Mentre es dirigien cap a la nova zona de cobertura, a la força es van unir el HMS Manchester i l'Eclipse des de Spitzbergen. El reconeixement aeri dels ports noruecs s'havia vist obstaculitzat pel mal temps, però la informació mostrava que les unitats pesades alemanyes probablement es movien cap al nord i una fotografia aèria de Trondheim a la tarda del 3 de juliol mostrava que el Tirpitz i el Hipper eren absents. La patrulla d'hidroavions i les dues línies de submarins entre Cap Nord i l'Illa de l'Ós es van ajustar per cobrir la línia d'aproximació al comboi mentre es movia cap a l'est. Atesa la incertesa de les posicions dels dos vaixells alemanys, Hamilton va decidir continuar proporcionant cobertura propera amb l'esquadró de creuers i passar a l'est de l'Illa de l'Ós.

## Forces alemanyes

### Kriegsmarine
Contra el Comboi PQ 17, la Kriegsmarine va preparar la llopada Eisteufel (Diable de Gel) per interceptar el comboi; tres submarins estaven en una línia de patrulla al nord de l'estret de Dinamarca per donar un avís previ i cinc més al nord de l'illa de Jan Mayen. La Kriegsmarine també tenia dos grups de batalla en ports noruecs, la Força I ( Drontheim-Gruppe ) formada pel cuirassat Tirpitz , el creuer Hipper i els destructors Karl Galster , Friedrich Ihn , Hans Lody , Theodor Riedel amb les torpedineres T 7 i T 15. La Força II (Narvik-Gruppe) Lützow, Scheer i els destructors Z24, Z27, Z28, Z29 i Z30, preparats per dur a terme un atac de superfície contra el comboi. Això es va orquestrar com una complexa operació en dues etapes amb el nom en clau Unternehmen Rösselsprung (Operació Moviment del Cavaller); La força era la més forta mai reunida per a un atac de comboi, però es veia obstaculitzada per una cadena de comandament difícil de manejar, amb l'autoritat per atacar residint en Hitler i una declaració de missió contradictòria; les forces van rebre instruccions d'atacar i destruir el comboi i també d'evitar qualsevol acció que pogués causar danys als vaixells principals, en particular al Tirpitz. El 16 de juny, els creuers Lützow i Scheer van participar en un exercici naval i aeri conjunt que simulava un atac al comboi PQ 17 i la seva escorta.

### Luftflotte 5
Aquestes forces van rebre el suport d'avions de la Luftflotte 5, que va haver de fer front al creixement de la Força Aèria Soviètica a la terminal de la ruta marítima àrtica. Durant el Comboi PQ 16, els atacs alemanys van disminuir durant el 27 de maig a causa de l'arribada de destructors soviètics i l'arribada de bombarders soviètics; quan el comboi va entrar a l'abast el 29 de maig, els caces soviètics van començar les sortides d'escorta. L'augment del nombre d'avions enemics va portar els alemanys a afirmar que havien abatut 162 avions al maig, 113 dels quals eren Hurricanes proporcionats des de Gran Bretanya. El 28 de maig, la Luftwaffe va reclamar 22 avions sense pèrdues. Les afirmacions alemanyes van ser exagerades, però els aeròdroms de la Luftwaffe a Petsamo, Kirkenes i Banak van començar a rebre atacs freqüents de bombarders i caces soviètics, sovint programats per aturar la Luftwaffe durant els combois. El 29 de maig, els soviètics van intentar interferir amb les freqüències sense fil de la Luftflotte 5 i van atacar Kirkenes amb petites formacions d'avions o atacs en solitari. Els atacs soviètics van posar a prova els recursos de la Luftflotte 5 i van augmentar les pèrdues en els atacs contra Múrmansk.
Durant el juny no es van veure combois i el temps era massa dolent per a les operacions de combois. L'entrenament amb la tàctica Goldene Zange (Pinta Daurada), utilitzada per primera vegada contra el Comboi PQ 16, va continuar. A principis de juny hi havia 264 avions disponibles, una força d'atac de 103 bombarders Ju 88, 42 torpediners He 111 i 30 bombarders en picat Ju 87 Stuka, vuit FW 200 Kondor i 22 Ju 88 per a reconeixement de llarg abast, 44 hidroavions Bv 138 per a reconeixement de curt abast i quinze hidroavions He 115 per a ús general. Molts dels torpediners havien estat transferits a corre-cuita des d'altres teatres i reentrenats per a bombardejos convencionals, com a part de la demanda de Hitler d'una major acció contra els combois àrtics.

## El viatge
El comboi va salpar de Hvalfjörður el 27 de juny, sota el comandament del comodor del comboi, John Dowding. Amb els 34 vaixells mercants, un petrolier (RFA  Grey Ranger) per a l'escorta i tres vaixells de rescat (Rathlin, Zamalek i Zaafaran) van navegar amb el comboi. L'escorta estava formada per sis destructors, quatre corbetes, tres dragamines, quatre vaixells d'arrossegament, dos vaixells antiaeris i dos submarins. La ruta era més llarga que la dels combois anteriors, ja que el gel permetia un pas al nord de l'illa de l'Ós i un desviament evasiu al mar de Barents. Tot el comboi es dirigia a Arkhangelsk, perquè els recents atacs aeris havien destruït la major part de Múrmansk. Un vaixell va patir una avaria mecànica just sortint del port i es va veure obligat a tornar enrere. El SS Exford va tornar enrere després de patir danys pel gel.
Part del comboi va topar amb gel a la deriva durant un temps espès a l'estret de Dinamarca. Dos vaixells mercants van resultar danyats i van haver de tornar enrere; el Grey Ranger també va resultar danyat i la seva velocitat es va reduir a 8 nusos (15 km/h). Com que era dubtós que pogués afrontar mal temps, es va decidir transferir-lo a la posició de proveïment de combustible al nord-est de Jan Mayen a canvi del RFA  Aldersdale. Poc després de la seva salpada, el Comboi PQ 17 va ser albirat i seguit pel U-456 i seguit contínuament, excepte durant uns breus intervals enmig de la boira. Això es va veure reforçat pels hidroavions BV 138 de la Luftwaffe l'1 de juliol. El 2 de juliol, el comboi va albirar el Comboi QP 13 recíproc. El Comboi PQ 17 va ser atacat per nou avions torpediners més tard el mateix dia; un avió va ser abatut. A les 13:00 del 3 de juliol, la pantalla del destructor Comboi PQ 17 es dirigia cap a l'est per passar entre l'Illa de l'Ós i Spitsbergen.
El matí del 4 de juliol, un Heinkel He 115, del Küstenfliegergruppe 906, va xocar contra el vaixell Liberty SS  Christopher Newport, a uns 65 km al nord-est de Bear Island, a 75° 49′ N, 22° 15′ E / 75.817°N,22.250°E. El submarí HMS P-614 va intentar enfonsar-lo, però va romandre a flotació; el submarí alemany U-457 va enfonsar el vaixell a les 08:08. Hi va haver un atac fallit de sis bombarders al vespre. L'USS Wainwright va interrompre un atac aeri contra el comboi el mateix dia. Més tard aquell vespre, va tenir lloc un atac de 25 torpediners, que va enfonsar el SS  William Hooper.

### La dispersió
| Hora  | De   | A   | Missatge |
| ----- | ---- | --- | --- |
| 21:11 | ADMY | CS1 | La Força de Creuers es retira cap a l'oest a gran velocitat.                                                     |
| 21:23 | ADMY | CS1 | A causa de l'amenaça dels vaixells de superfície, el comboi s'ha de dispersar i dirigir-se cap als ports russos. |
| 21:36 | ADMY | CS1 | El comboi s'ha de dispersar.                                                                                     |

A les 12:30 del 4 de juliol, l'Almirallat va donar permís a Hamilton per procedir a l'est dels 25° Est, si la situació ho exigia, tret que es rebessin ordres contràries de Tovey. Això va ser una reversió de les ordres anteriors i, com que cap informació en possessió de Tovey justificava aquest canvi, Hamilton va rebre l'ordre de retirar-se quan el comboi estigués a l'est dels 25°Est o abans a la seva discreció, tret que l'Almirallat li assegurés que no es trobaria amb el Tirpitz . A les 18:58, l'Almirallat va informar a Hamilton que s'esperava més informació en breu, instruint-lo que romangués amb el comboi a l'espera de més instruccions. A les 21:11, l'Almirallat va enviar un missatge amb el prefix "Molt immediat" ordenant a Hamilton que es retirés cap a l'oest a alta velocitat. Això es devia a la informació dels submarins, un fet que no es va compartir amb Hamilton. A les 21:23, l'Almirallat, en un missatge amb el prefix "Immediat", va ordenar al comboi que es dispersés i procedís cap als ports russos de forma independent a causa de l'amenaça dels vaixells de superfície. A les 21:36, l'Almirallat va enviar un altre missatge «Més immediat», ordenant al comboi que es dispersés.[a]
| Ju 88               | Bombarder          | 103 |
| He 111              | Bombarder          | 42  |
| He 115              | Hidroavió          | 15  |
| Ju 87               | Bombarder en picat | 30  |
| Ju 88 FW 200 BV 138 | Reconeixement      | 74  |
| Total               |                    | 264 |

Hamilton, Broome i Dowding van interpretar aquests senyals com una indicació que un atac del Tirpitz era imminent. Es va ordenar immediatament al comboi que es dispersés, als destructors d'escorta que s'unissin a la força de creuers i als mercants que procedissin independentment. Winston Churchill va especular més tard que la decisió i les ordres de l'Almirallat no haurien estat tan vehements si només s'haguessin implicat els vaixells de guerra britànics, però la idea que la primera operació conjunta angloamericana sota comandament britànic pogués implicar la destrucció d'unitats americanes i britàniques bé podria haver influït en les decisions de Dudley Pound, el Primer Lord del Mar.. L'esquadró de creuers aliat ja estava més enllà de les ordres permanents establertes per l'Almirallat i, si no s'haguessin emès noves ordres, els creuers haurien hagut de retirar-se algun temps després en qualsevol cas. El moviment anterior dels creuers no va influir en la situació tàctica, però a la llum del coneixement posterior, la decisió es va considerar precipitada.
Sense que ho sabessin els comandants d'escorta i del comboi, el grup de batalla Tirpitz no avançava cap al comboi ni enlloc a prop. El Tirpitz havia sortit de Trondheim el 2 de juliol cap al port de Vestfjord; l'endemà, el comandant en cap de la Kriegsmarine , l'almirall Erich Raeder, va rebre permís per traslladar Tirpitz a Altenfjord per unir-se als vaixells d'allà.  Abans d'emetre les ordres, Pound va visitar Whitehall i va consultar un oficial d'intel·ligència, el tinent comandant Norman Denning, per confirmar que Tirpitz havia sortit d'Altenfjord. Tot i que Denning no sabia si encara era allà, va explicar que les seves fonts haurien confirmat si el vaixell havia sortit o estava a punt de fer-se al mar. No va ser fins a diverses hores després de les ordres de Pound que es va demostrar que Tirpitz encara estava ancorat a Altenfjord. El grup de batalla de Tirpitz va salpar el 5 de juliol, però l'operació dels vaixells de superfície per atacar el comboi es va cancel·lar i els vaixells van tornar a Altenfjord aquell dia.

### Pèrdues del comboi

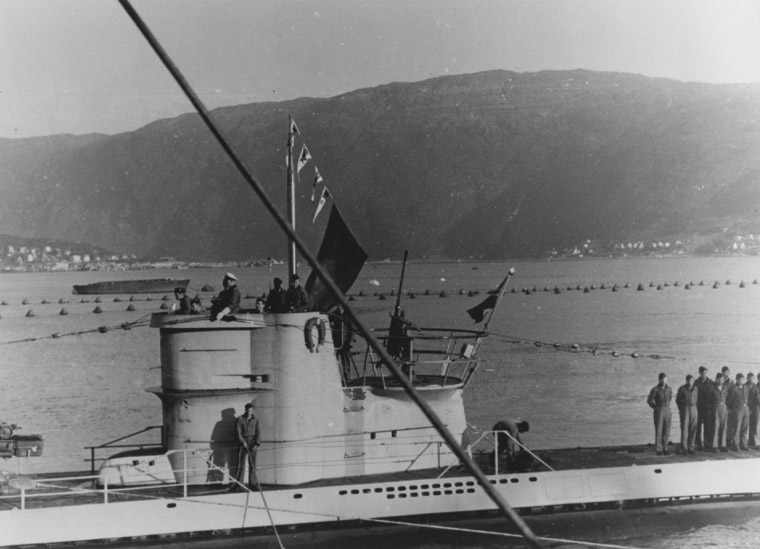
L'U-255 després dels atacs al comboi PQ 17, amb quatre banderes de la victòria i la bandera capturada del vaixell mercant SS Paulus Potter

Quan es va rebre l'ordre de dispersar el comboi, havia cobert més de la meitat de la seva ruta i havia perdut tres vaixells. Les conseqüències per als mercants van ser nefastes; els vaixells estaven dispersos per una àmplia zona, despullats de protecció mútua i de la seva escorta entrenada. A mesura que els vaixells d'escorta més grans es retiraven de la presumpta força de superfície alemanya, els destructors van començar a rebre missatges en longituds d'ona de la Marina Mercant: "Estic sent bombardejat per un gran nombre d'avions", "En flames al gel", "Abandonant el vaixell", "Sis submarins s'acosten a la superfície". Amb la majoria dels escortes ordenats a tornar a Scapa Flow, només quedava l'escorta propera d'auxiliars antiaeris, corbetes, dragamines i vaixells d'arrossegament armats per protegir els vaixells dispersos.
El 5 de juliol, sis mercants, inclosos el SS Fairfield City i el SS Daniel Morgan, van ser enfonsats per la Luftwaffe i sis més per quatre submarins. Entre les pèrdues d'aquell dia hi havia el SS Pan Kraft, el Washington , el Carlton , el Honomu , el vaixell insígnia del Comodor , el River Afton, l' Empire Byron i el Peter Kerr. ( El Kerr va ser abandonat després que un incendi es descontrolés.)  El SS Paulus Potter havia estat abandonat per la seva tripulació després d'un atac aeri el 5 de juliol; el vaixell va ser abordat per mariners de l'U-255 el 13 de juliol; després de prendre els documents i la bandera del vaixell, el Kapitänleutnant Reinhart Reche va enfonsar el Potter amb un torpede.
El 6 de juliol, la Luftwaffe va enfonsar el SS Pan Atlantic i l'U-255 el SS John Witherspoon. Del 7 al 8 de juliol, es van enfonsar cinc vaixells més (dos pel U-255 ), inclosos el SS Olapana i el SS Alcoa Ranger. Les escortes restants es van retirar a l'oceà Àrtic el 9 de juliol, però els vaixells mercants no van patir més aquell dia. Les últimes pèrdues van ser el SS Hoosier i el SS El Capitan el 10 de juliol. La Luftwaffe va realitzar més de 200 sortides i només va perdre cinc avions a canvi dels vuit vaixells mercants.
En rebre la tercera ordre de dispersió el 4 de juliol de 1942, el tinent Leo Gradwell de la RNVR, comandant el vaixell d'arrossegament antisubmarí HMS Ayrshire, no volia dirigir-se cap a Archangelsk i va dirigir el seu comboi de l'Ayrshire , el Troubador , l'Ironclad i el Silver Sword cap al nord. En arribar al gel àrtic, el comboi hi va entrar, després va aturar els motors i va aturar els focs. Les tripulacions van utilitzar pintura blanca del Troubador , van cobrir les cobertes amb lli blanc i van disposar els tancs Sherman a les cobertes dels vaixells mercants en una formació defensiva, amb els canons principals carregats. Després d'un període d'espera i d'haver evadit els avions de reconeixement de la Luftwaffe , en trobar-se desencallats, van dirigir-se cap a l'estret de Matochkin. Allà els va trobar una flotilla de corbetes, que van escortar el comboi de quatre vaixells més dos vaixells mercants més fins a Archangelsk, arribant el 25 de juliol.
En el viatge cap als ports russos, alguns dels vaixells i embarcacions salvavides es van refugiar al llarg de la costa congelada de Nova Zembla, i van desembarcar a Matochkin. El petrolier soviètic Azerbaidjan va perdre la seva càrrega d'oli de lli i gran part de la càrrega del SS Winston-Salem va ser abandonada a Nova Zembla. Moltes de les ubicacions dels vaixells eren desconegudes, malgrat les recerques dels avions del Comandament Costaner, que havien procedit al nord de Rússia després de les seves patrulles, i dels dragamines i corbetes. Van passar dues setmanes abans que es coneguessin completament els resultats dels atacs i el destí del comboi. Dels 34 vaixells que havien sortit d'Islàndia, 23 van ser enfonsats; dos vaixells mercants britànics, quatre estatunidencs, un panameny i dos russos van arribar a Arkhangelsk. Dos vaixells estatunidencs, el Samuel Chase i el Benjamin Harrison , van atracar a Múrmansk. Els lliuraments van ascendir a 70.000 tones curtes (64.000 t) de les 200.000 tones curtes (180.000 t) que havien salpat a d'Islàndia. Les pèrdues de material al comboi van ser: 3.350 vehicles, 210 avions, 430 tancs i 109.466 tones curtes (99.316 t) d'altres càrregues, com ara aliments i municions.

## Conseqüències

### Anàlisi
A curt termini, les pèrdues van causar males relacions entre els tres principals aliats. Stalin i els líders navals soviètics van trobar difícil entendre l'ordre de dispersió donada per l'Almirallat, que requeria que els vaixells de càrrega sense escorta arribessin als ports soviètics, un per un. Això va contribuir a la percepció a occident que els soviètics no apreciaven els esforços i les pèrdues dels aliats occidentals. Quan el cap de la Missió Militar Soviètica a Londres, l'almirall Nikolai Kharlamov, i l'ambaixador soviètic a Londres, Ivan Maisky, van preguntar posteriorment quan salparia el comboi PQ 18, Pound va dir que no es podia fer res fins que no s'organitzés una millor cobertura aèria, després de la qual cosa Kharlamov va criticar l'ordre de retirar els creuers de la PQ 17. Pound, enfadat pel comentari, va declarar que havia ordenat al comboi que es dispersés; Maisky va comentar que "fins i tot els almiralls britànics cometen errors". L'almirall estatunidenc Ernest J. King, que ja desconfiava dels seus homòlegs britànics, estava furiós amb el que percebia com una errada de Pound i va transferir ràpidament la TF 39 al Pacífic. King va dubtar a dur a terme més operacions conjuntes sota el comandament britànic. L'almirall estatunidenc Dan Gallery, que servia a Islàndia, va descriure més tard el comboi PQ 17 com "una pàgina vergonyosa de la història naval".
Churchill va qualificar el comboi com "un dels episodis navals més melangiosos de tota la guerra". Una investigació no va culpar ningú, ja que les ordres les va emetre el Primer Lord del Mar i culpar el mateix Primer Lord del Mar es considerava políticament inacceptable.  Atesa la desgràcia del comboi PQ 17, l'Almirallat va proposar suspendre els combois àrtics almenys fins que el gel retrocedís i passés la llum del dia perpètua.
En una reunió amb Hitler, l'almirall Raeder va declarar que "els nostres submarins i avions, que van destruir totalment l'últim comboi, han obligat l'enemic a abandonar aquesta ruta temporalment...".

### Operacions posteriors
No va ser fins al setembre que el Comboi PQ 18 va partir cap al nord de Rússia. L'esquema de defensa del comboi va ser revisat, amb una escorta propera constant molt forta de setze destructors i el primer dels nous portaavions d'escorta, el HMS Avenger, amb dotze caces i tres avions Swordfish ASW. Després de la guerra hi va haver crítiques per aquest retard en fonts americanes i soviètiques. Els historiadors soviètics donen diverses raons per a la suspensió i la reducció del subministrament causades per l'aturada dels combois àrtics. Alguns ho van considerar el resultat del "fet que el 1942 es van destruir les comunicacions (oceàniques) angloamericanes".

## Premis i commemoracions
Almenys setze oficials i homes de la Marina Mercant van ser honorats per la seva valentia o servei distingit per les accions del comboi. Un suplement de la London Gazette publicat el 6 d'octubre de 1942 va notificar dues Medalles George, sis nomenaments a diversos graus de l'orde de l'Imperi Britànic, sis medalles de l'Imperi Britànic i dues Mencions del Rei per Conducta Valenta. El desembre de 2012 es va crear la medalla de l'Estrella de l'Àrtic i el 19 de març de 2013 es van lliurar les primeres medalles a aproximadament 40 veterans a Londres.

## Broome v Cassell & Co Ltd
El 1968, David Irving va publicar un llibre controvertit sobre el Comboi PQ 17. Es concentrava en els errors i les deficiències dels Aliats, al·legant que la decisió de Broome de retirar els seus destructors va ser la causa principal del desastre del comboi. Broome va litigar en el cas Broome contra Cassell & Co Ltd, per defensar la seva reputació. Broome va guanyar el cas i va rebre 40.000 lliures en danys i perjudicis i va aconseguir la retirada de totes les còpies del llibre infractor de la circulació (des de llavors s'ha reeditat, amb correccions). Els danys i perjudicis (donats per Broome a organitzacions benèfiques) van ser els més ben pagats de la història jurídica anglesa fins al 1987.